# Барбутов, Кирил
Кирил Георгиев Барбутов (род. 13 июня 1967, Петрич, Благоевградская область) — болгарский самбист и борец вольного стиля, серебряный призёр чемпионата мира по самбо 1992 года, серебряный (1990) и бронзовый (1989, 1992) призёр чемпионатов Европы по вольной борьбе, бронзовый призёр соревнований по вольной борьбе Игр доброй воли 1990 года, участник летних Олимпийских игр 1992 года в Барселоне. По вольной борьбе выступал в супертяжёлой весовой категории (свыше 100 кг).
На Олимпиаде болгарин по очкам уступил будущему победителю этих Игр американцу Брюсу Баумгартнеру и представителю Объединённой команды (ставшему бронзовым призёром этой Олимпиады) Давиду Гобеджишвили. В финальной части соревнований Барбутов всухую победил по очкам пуэрториканца Родни Фигероа и занял итоговое 9-е место.